# Liste der Bodendenkmäler in Ense
- Karte mit allen verlinkten Seiten:
- OSM |
- WikiMap

Die Liste der Bodendenkmäler in Ense führt die Bodendenkmäler der Gemeinde Ense im Kreis Soest,
Nordrhein-Westfalen, auf.
| Nr.   | Bezeichnung                                   | Lage                                                             | Eingetragen seit | Beschreibung | Bild |
| ----- | --------------------------------------------- | ---------------------------------------------------------------- | ---------------- | --- | ---- |
| BD 01 | Mahnmal Himmelpforten                         | Niederense Am Wanderparkplatz Himmelpforten Standort             | 21.02.1984       | Das Mahnmal an der Stelle des früheren Klosters Himmelpforten erinnert heute an die über insgesamt 1.200 Toten der Möhnekatastrophe. Nachdem die Royal Air Force die vier Kilometer flussaufwärts gelegene Möhnetalsperre zerbombt hat, riss eine zwölf Meter hohe Flutwelle das Kloster fort. Zahlreiche Menschen verloren ihr Leben. Im Heimatmuseum Niederense kann man sich Fundstücke aus dem ehemaligen Kloster ansehen, die nach der Flutkatastrophe wiedergefunden wurden. |      |
| BD 02 | Grabhügel                                     | Waltringen im Oevinghauser Wald Standort                         | 11.10.1984       | |      |
| BD 03 | Grabhügelgruppe                               | Waltringen Werler und Oevinghauser Wald Standort                 | 11.10.1984       | |      |
| BD 04 | Grabhügel                                     | Höingen Standort                                                 | 11.10.1984       | 2 Grabhügel |      |
| BD 05 | Richters Köpfchen                             | Höingen westlich der Oldenburg, Nähe Fürstenbergkapelle Standort | 07.06.1985       | Auch Burgruine Fürstenberg genannt. Die „Vorstenburg“ wurde um 1290 als kurkölnische Grenzburg auf einem Vorsprung des Fürstenberges errichtet. Heute sind nur noch einige Mauerreste sichtbar. |      |
| BD 06 | Burgplatz beim Forsthaus Fürstenberg          | Höingen nördlich des Forsthauses Standort                        | 07.06.1985       | |      |
| BD 07 | Oldenburg auf Fürstenberg (8./9. Jahrhundert) | Höingen Standort                                                 | 07.06.1985       | |      |
| BD 08 | Reste eines Gräberfeldes (8. Jahrhundert)     | Niederense ehemaliger Steinbruch Standort                        | 09.05.1989       | |      |
| BD 09 | Reste eines Gräberfeldes (7./8. Jahrhundert)  | Bremen Standort                                                  | 25.09.1989       | Durch Zufall wurde das Gräberfeld 1961 bei Lehmbauarbeiten entdeckt. Die Grabanlage besteht aus insgesamt 155 Gräbern. 35 Körpergräber stammen aus der Merowingerzeit. Aus derselben Epoche fand man bei Ausgrabungen 12 Pferdegräber. Funde belegen, dass dieser Platz bereits in der Jungsteinzeit für Bestattungen genutzt wurde. |      |
| BD 10 | Ehemalige Grabhügel                           | Bittingen Standort                                               | 09.05.1989       | Vier ehemalige Grabhügel |      |
| BD 11 | Aufgelassener Steinbruch                      | Bremen südöstlich Kläranlage Standort                            | 15.04.2015       | Ehemaliger Gemeindesteinbruch, heute ein Geotop. |      |